# PTT (台湾)
PTT（繁体字中国語: 批踢踢〈正式名称：批踢踢實業坊〉、英語: PTT Bulletin Board System）は、台湾で最大規模のオンラインコミュニティを形成しているインターネット掲示板。

## 概要
現在まで国立台湾大学のBBSサークル（中国語: 電子布告欄系統研究社）が非商用かつ学術目的で管理・運営し、大部分のソースコードは同大通信工学部（資訊工程学系）の学生やOBによって開発、保守されている。また外部からの法律家を招聘して法律顧問に任命している。実業坊の他に、『批踢踢兎（PTT2）』、『批踢踢参（PTT3）』の2つの派生板が存在する。
2ちゃんねると違ってBBS部分はTelnet・SSHによる接続方式のみを採用しており、それ以外での方式では投稿が不可能だが、公式のWeb版を介してWebブラウザによる閲覧は可能。オペレーティング・システムはLinuxとFreeBSDに分かれている。
現在登録ユーザー数は約150万人に達し、ピーク時間帯は15万人が同時ログインし、2万個以上の看板数（2chでの板に相当）があり、毎日2万超のスレッド作成と50万超のコメントが投稿されている。台湾最大かつ中国語では世界最大の規模と言われている。日本では「台湾の2ch」と紹介されることもあるが、実際には2chとほぼ同一仕様の「台湾2ch/T 2ch」という匿名掲示板がこれとは別に存在していた。ユーザーの特性やサブカルチャーへの親和性は似ているものの、現実社会、特にマスコミを介した影響力はPTTのほうが圧倒している。（#社会への影響で後述。）

## 沿革
1995年9月14日、台大資訊工程学系2年次学生だった杜奕瑾が学生寮内でIntel486パソコンでLinuxおよびオープンソースを用いた掲示板『PTT』を開設し初代管理人となった。
台大批踢踢の英語略称「PTT」は創設者の杜が使用した個人ID。夜更かしが常態化したことで隈が目立ち、パンダのような目をしていたことから「Panda Tu」（杜姓のラテン字表記はTu）またはそれを略した「PT」の綽名をつけられており、Tを重ねた方が語感がいいと考えて「PTT」となった。漢字をあてる際は「批判」（pīpàn）と「踢爆」（tī bào、スクープ、告発、暴露の意）の2つの熟語を組み合わせ、英語名については後付け「Professional Techonolgy Temple」の意義も込められていったとされている。
PTTは1999年に『臺大椰林風情』、『不良牛牧場』、『小魚的紫色花園』、『未來最舊小棧』、『風月星』、『陽光沙灘』などの類似BBSと合同で「国立台湾大学電子佈告欄系統研究社」を設立、資訊工業策進会の執行長で台大資訊系教授だった林逢慶を指導教授に招聘、ならびに台大学生寮のインターネット研究サークルと合同でBBSの維持更新を図るようになった。杜はサークル長と椰林風情の管理人に就任。同年に学科イベント「台大PTT之夜」、翌年に「台大BBS之夜」などの公開発表イベントを開催した。
| PTT2ログイン画面 |  | PTT3ログイン画面 |
| PTT2ログイン画面 |  | PTT3ログイン画面 |

2000年、個人や団体などの私的活動用に「批踢踢兔（PTT2）」を開設。ユーザー数が増えていくなかで、次第に台湾最大の討論空間に成長していく。PTTでの様々な話題は実生活に影響を及ぼすほどの熱気を帯びることも多く、台湾メディアの取材対象になったり、また言論界にも波紋を呼ぶほどだった。
2003年、台大資訊系統（CSIE：Something Interesting and Excellent）はPTTを大学公式には属さない学生自治組織と認定。管理人と会員を台大の学生や教員以外にも門戸を開いた。学内の混乱に影響を受けないよう学科ドメインである「ptt.csie」を除名する決議を採択。同時に所有する既存ドメイン名「ntu」や「台大」「NTU」の名称を外した。
かつて使われていたドメイン名
- ptt.m8.ntu.edu.tw：メインサーバーが杜の寝室に置かれていた期間のドメイン。当時の学生寮が台大第8学生寮にあったことから。
- bbs.m8.ntu.edu.tw：1996年、資訊工程学系所属期間中は杜の後輩が第8学生寮BBS管理人だった。メインサーバーのソフトやハードをメンテナンス中は、BBSのホームページは寝室のサーバー機ではなく、後輩の寝室にあるサブマシンでサービスが継続されており、その寮内BBSのドメイン名。
- ptt.csie.ntu.edu.tw：資訊系統学科実験室のドメイン。
- pttbbs.org：取得した有料ドメイン。
- ptt.twbbs.org：杜と「台湾BBS聯盟」が合同で申請取得したEメール転送用ドメイン。

2004年4月、アメリカワシントンD.C.でMediaWikiを使った海外学生向けの「批踢踢參（PTT3）」を開設。BBS以外にID登録が必要なブログやウィキのサービスも利用可能。
このうち、2004年2月5日に始まった「PTTwiki」はWikki Tikki Taviを採用している。
2006年初頭まで、個人ウィキのサービスとしては台湾では最大級だった。その他の同類ウィキと異なり、フリーユースと非商用だった。
2016年7月28日、PTT管理人はサーバーがDoS攻撃を受けたと発表。閲覧の遅延やログインができなくなる障害が発生、影響範囲はメインサーバー以外でも個人向けサービスにも及んだ。

## 管理・運営
既述のとおり、創設者が扱っていた大学の各BBSは管理主体がサークルに移行し、大学公式からも外れている。サークルはPTTを代表するものではなく、理念を継承しているだけである。システム管理やハードウェアの維持は個人の寄付と善意で賄われている。これにより、運営方式の自由度が高い。ただし使用している台大のネットインフラは台大の学術目的でのものに属しているため、台大の同サービス規定に従う必要がある。

### 匿名性
投稿のためには会員登録が必要であり、ISP情報以外だけでなくPTT管理者が個人情報を把握している。このため、2chと比べると匿名性は制限されているといえる。投稿されたスレッドには長らくIDとIPアドレスが表示されるだけだったが、2019年6月にIPとともに国名が表示されるようになった。この措置により高雄市長の韓国瑜を支持する一部コメントの発信元が日本や香港であることが判明し、当該スレッドが荒れる展開となった。

## 用語

### 階層
- 站長（Sysop）：全体の管理・自治業務を行う。
- 群組：PTTの様々な看板が集約されている最上位カテゴリ群。11種の群組からさらにテーマ毎に細分化されている。それぞれにリーダー役の群組長が配置されている。
- 小組：群組の一つ下のサブガテゴリ群で、各看板の上位に位置する。やはり小組長という管理グループが配置されている。
- 看板：2ちゃんねるでの板に相当。ジャンルごとのスレッドが集まる最下層のカテゴリ。

### 一般
- 郷民、PTTer：ユーザー。PTT以外では「網友」が主流。
- PO文：投稿、投稿行為。英語の「Post」から。PTT以外でもSNSへの投稿を意味するものとして広く使われている。
  - OP：英語の「over post」から。二重投稿のことと解釈されている。
  - CP：英語の「cross post」から。同一文を複数の板に投稿するマルチポストのこと

### PTTでの流行語、頻出用語
不定期に「第○屆批踢踢流行語大賞」が選定されている。
天龍国（天龍國）
尾田栄一郎の漫画ONE PIECEに登場する世界政府住人の呼称「天竜人（てんりゅうびと）」が由来で、社会の支配層や台北人を指す「天龍人（ティエンロンレン）」から転じて台北そのものを揶揄するインターネットスラング。PTT以外でもマスメディアで多用されるようになった。
鬼島
上述の天龍国と同じく郭冠英の発言がきっかけで、PTTにおいて台湾、台湾島、中華民国を自虐する意味で定着。社会への不満を表明するときに使用する（例：「鬼島政府」→台湾政府、「鬼島媒体」→台湾マスメディアや記者、「逃離鬼島」→台湾からの脱出願望、「鬼島不意外」→ネガティブなニュースに対し、『台湾なら意外でもなんでもない』）。韓国のヘル朝鮮と性質は近い。なお、逆の意味ではポルトガル語由来のフォルモサやそれの意訳である美麗島という言葉がネットとは関係なく存在し、国内外で使用されている。
五楼（繁体字中国語: 五樓）
返信欄の5番目で知的、あるいは気の利いたコメント（「中肯」）が期待されているPTT独自の流行。「原po中肯」「樓上中肯」、「五樓中肯」、「本日最中肯（本日の最高のレス）」といった形で使われていたが、そのうち5番目の返信者への期待としてスレ主や4レス目までの返信者が「五樓中肯（知的な5番目）」「五樓請給分（5番目レス下さい）」などと投稿することが流行するようになった。2006年の「第一回批踢踢流行語大賞」で5位に、「中肯」が同4位、2010年の第2回でも27位にランクインしている。一説には下記の台科大のヘビーユーザーの研究室が校舎の5階にあるからとも言われている。
小7
セブンイレブン。直訳すると「セブンちゃん」。他に「7-11」を算数式に見立てた「-4」もある。
螃蟹
台湾屈指の半導体メーカーのRealtek。企業ロゴが蟹であることから。日本でもロゴ由来で「カニ」と言われている。
聯合重工
台湾の報道機関聯合報。元々誇張報道、偏向報道が多く、ニュースを伝えるのよりむしろ作り出すという揶揄を込めて台湾メディア全体を指す「製造業」というスラングがあり、特に一定期間中にそういった報道を繰り返した聯合報に対してつけられた造語。下記のPTT三神器に次ぐ第四の神器として皮肉的に扱われている。2006年、「新幹線は地震を感知してから3秒で停止する」と題した記事を掲載した。即座に他紙や、郷民から「停止まで5km弱を要するのに、本当に3秒で止まれば乗客には2.83Gの重力負荷がかかる」などとその非科学的な報道が批判を浴び、聯合報は「記者の科学知識は低くない」と反論したことから、社員の科学技術が現代科学を超越しているという皮肉の意味が込められてこの造語が誕生した。なお、日本でも2005年山形県羽越本線脱線事故に際し毎日新聞が『風の息遣い』という言葉で論評記事を掲載、炎上記事となっている。
- 聯合不意外：「汎藍の聯合報なら意外でも何でもない」という意味で報道姿勢に対するコメントとして多用される。
- 自由不意外：逆に汎緑とされる自由時報の報道に対して汎藍側がコメントとして多用。

北車
台北駅（台北車站）の略称で、PTT誕生前からあった捷運淡水線の計画案「R13北車」が発端。一般化した時期は不明だが、2005年より前には待ち合わせ場所を示すものとして頻出している。2010年ごろに交通関係の看板などでこの言葉に対する反発が多くなった。台語での「北七（拼音：běi qī/台：pak-tshit）：バカ、幼稚の意」に音が似ている（pak tshia）ことで年少者ユーザーへの侮蔑の意図で使われたり、同じく北の文字が含まれる「竹北駅（竹北車站）「北投駅」（北投車站）の存在を軽視する不公平感があり、台北vsその他地域の対立を招いたりした。（なお、中国では鉄道車両メーカーの「中国北車公司」があった。現在は中国南車と統合した中国中車となっている。）
689
馬英九。2012年中華民国総統選挙で馬が再選したときの得票数が689万票だったことから。なお、香港特別行政区行政長官梁振英も選出時の得票数が689票で、市民からそう言われている。
- 609：蔡英文。この選挙で敗れた蔡の得票数が609万票だったことから。
  - 『689 2.0』：蔡英文。2016年中華民国総統選挙で蔡が689万票余りで当選したことから「ver2.0」という意味を付与された。
    - 「b8q」：689の意味が2つになったため新たに造られた馬英九のほうを意味する派生造語。B=Blue=藍=国民党
    - 「G89」：蔡英文のほうを意味する派生造語。G=Green=緑=民進党
- 9.2%、9.2：馬英九。その後支持率が9.2%に落ち込んだことから。九二共識とは別。2016年には韓国大統領だった朴槿恵も崔順実ゲート事件の発覚で同じ数字を記録し、郷民に「台韓友好」と言われた[21]。

死亡之握、馬賽傳奇（デス握手、馬賽伝説）
馬英九と握手した人間がその後立て続けに不運に見舞われていることから。
Wwwwwwww
日本の2ch、ニコニコ動画から持ち込まれた「（笑）」の表記。PTTでは2007年以降に流行し始めた。
XD
笑顔を表す顔文字。PTTでは2005年ごろから流行し始めた。
科科
ピン音はkē kē。「ククク...」といった薄ら笑いを表す。数を増やしたり、「禾斗禾斗」と大文字化することで強弱をつける。
PTT三神器
日本語の三種の神器に相当する、PTT内で高評価レビュー投稿数の多さに伴うユーザーからの認定で決められた。
- 大同電鍋：大同公司（中国語版）製電気炊飯器
- Nokia3310（英語版、中文版）：「史上最強携帯端末」、「神機」との評価を得たことから。
- 国立台湾科技大学（台科大）の学生証：2004年ごろに台科大の学生が、台科大は国立成功大学、国立台湾大学より優れているとした投稿をきっかけに郷民間で大論争となり、最終的に台科大を称えるユーモアセンス溢れる投稿がなされたことによりPTT上での評価が決した。ユーモア度でのものであり、世間一般の評価とは異なる。[25]。その後あるユーザーが2012年に台科大（tái kē dà）と曲名の発音が似ているイタリア発DJユニットタカブロ（英語版）の「Tacata'」に載せた自作校歌の空耳動画をアップロードしたことで、その名声はさらに高まっている[26]。
- 118：台科大。上述の論争でPTTでの最高学府とされた同大のIPが118で始まることから。

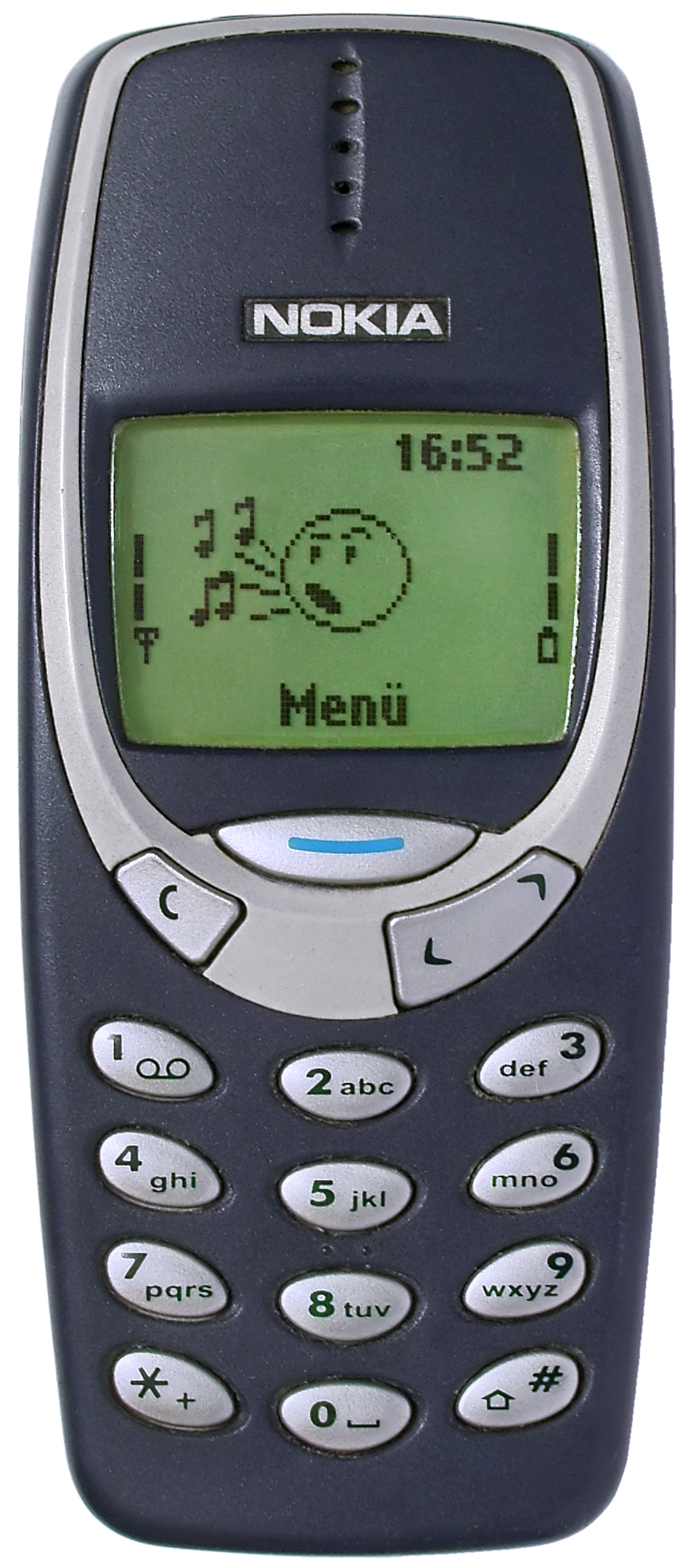
NOKIA3310
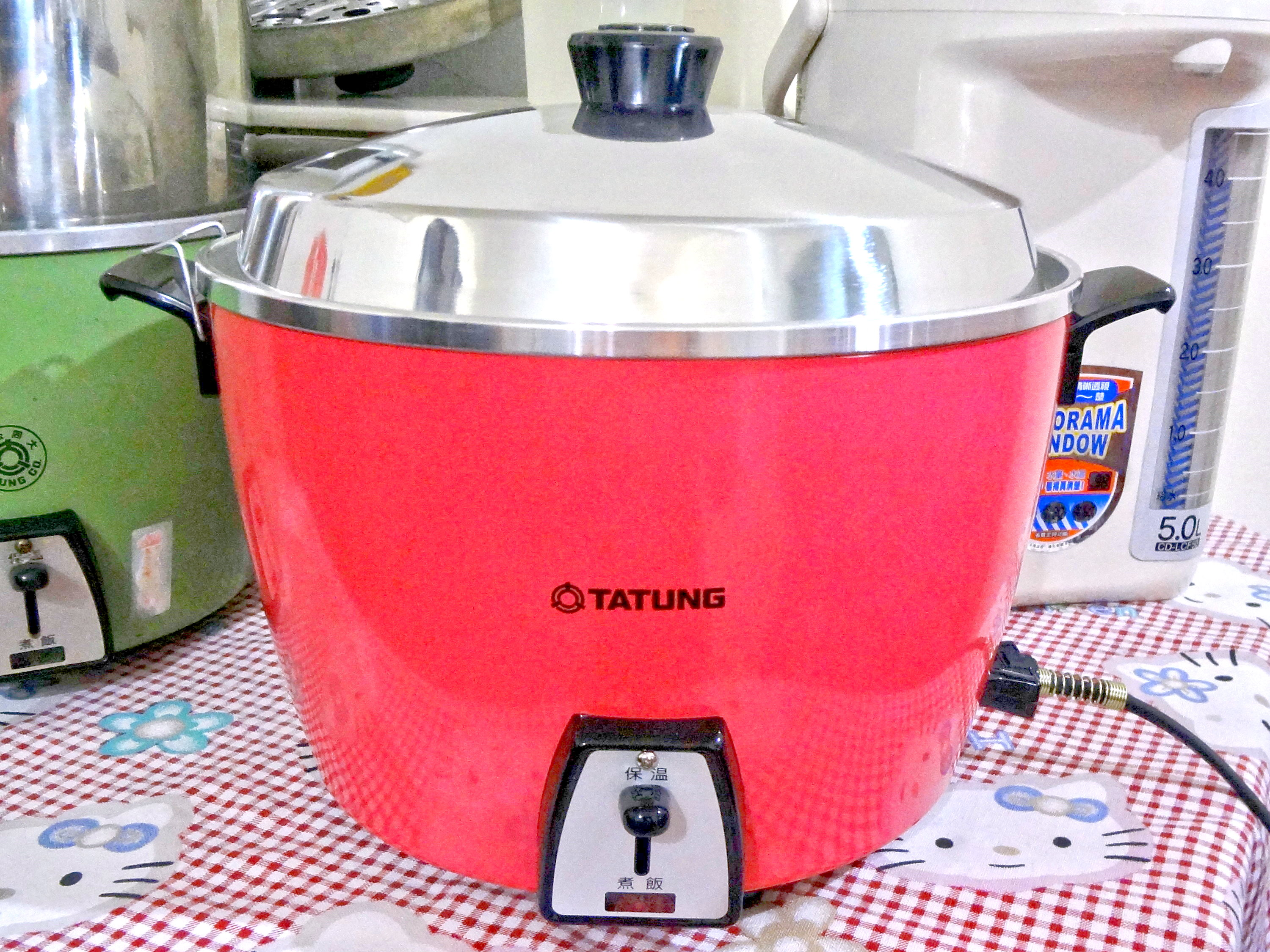
大同電鍋
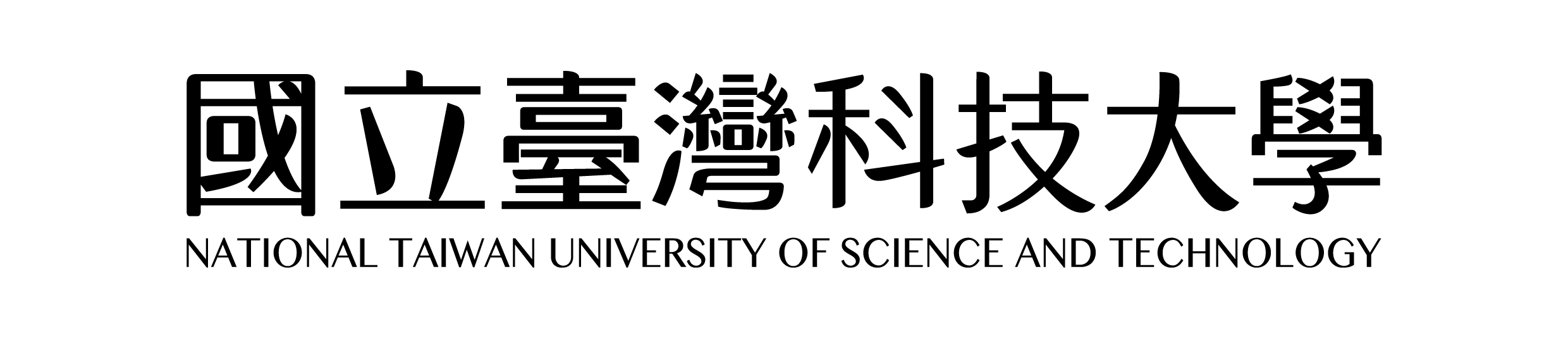
台科大

垃圾不分藍緑（繁体字中国語: 垃圾不分藍綠）
長年の環境政策によって台北市が市内で発生、処理するゴミ（中国語で垃圾）の量を減らしてきたにもかかわらず、それによって生じたゴミ焼却処理の余裕を他県市の処理代行に費やしていることに対しての台北市議会での質疑を受けた市長柯文哲の発言。「台北市以外のゴミを（県市首長が）藍（国民党派）や緑（民進党派）で分けることに意味はない」という意味だったが、郷民によって現在は「政治家は藍緑問わずゴミ」という政治不信の皮肉を込めた意味に転じている。また、無所属ながらも藍緑どちらにも（白衣にかけて白といわれることもある）属さず医師出身の柯が首長である台北市の状況も暗示させるようになった。2017年初頭開催の「第三屆批踢踢流行語大賞」で2位となった。
94狂、947894狂
就是（Jiùshì）と九四（Jiǔsì）の発音が似ていることから、「就是狂（実に）」が「とてもすごい」という強調文となり、さらに就是白癡（Jiùshì Báichī、「ただの白痴」の意味）も似た音の「八七（Bāqī）」と掛け合わせた「9478(+)94狂」（馬鹿極まりない、などとより強調された意味）となる。2017年の流行語大賞19位にランクインされた。
8+9
主に台湾南部の民間信仰神の武将である八家将（はっかしょう）を指し、転じてその祭事に従事する近年の若年層の男性は、黒社会（組織犯罪）に染まることが多いことから、それらを皮肉る意味（流氓：ならず者、屁孩：糞餓鬼、低学歴など）へと変貌しており、八家将ぼ台湾語の発音「Pat-ka-tsiòng」は国語での発音が似ている「巴嘎囧」や「八嘎囧」あるいは「八嘎迥」や「巴嘎迥」（いずれもBāgājiǒng）と言い換えられることが多かったが、日本語の「馬鹿」が国語で同義の「笨蛋（bèndàn、のろま・ぶきっちょ）」、音が似ている「八嘎」ことも定着の要因となった。そして言葉遊びが過熱し「8+9」(八加九、Bājiājiǔ)という派生語が誕生するに至った。さらに算数式の「8+9=17」は94狂の語呂合わせとも結びついた「8+9=17：八嘎囧就是義氣（八嘎囧はまったく義侠心がありすぎる）」、「北車」の北七と結びついた「78+9=87：其實八嘎囧就是北七（八嘎囧はバカすぎる）」という用法もある。2017年の流行語大賞6位。
高雄式左転（高雄式左折）

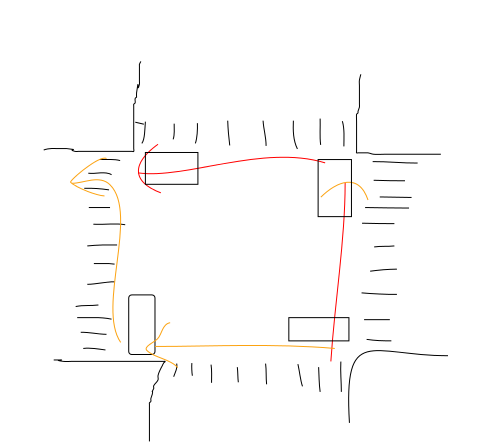
高雄式左折（オレンジのライン）

二輪車の二段階左折は最多2度の信号待ちが必要だが、高雄市では横断歩道を使うことで待ち時間の短縮を図る特有の行動がみられることから命名が定着した。

## 機能

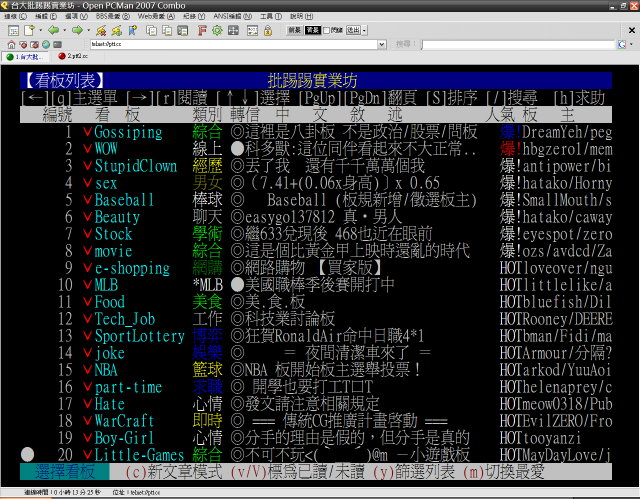
Web版の画面

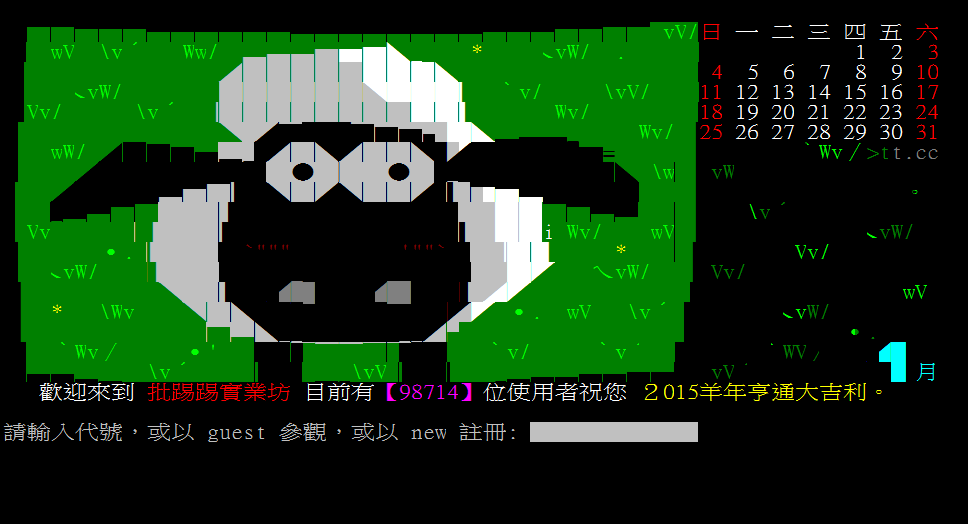
アスキーアート

### 小天使
「小天使」は志願したベテランユーザーのグループで、グループ内でのユーザー評価により任命される。また、上位の「大天使」の任命も行う。使用時は匿名状態であり、ID名ではなく「小天使」とだけ表示される。2004年5月17日に試験サービスが開始、1週間後に正式に始まった。「小主人ID」が付与される。
毎月29日日は「天使節（小天使の日）」とされ、ユーザーは小天使への感謝を述べることができる。原則的に小天使は自身のプロフィールを明かすことは禁止されており、小主人IDのみ開示できる。かつては小主人IDは性別選択が可能だったが現在は廃止されている。

### 動画
2ちゃんねるのアスキーアート同様、文字による描画が可能（ANSIアート）。スペースキーの連打で動画効果を演出するユーザーも現れた。PTTのものは白黒ではなくカラーの使い分けが可能でニコニコ動画のコメントアート的な要素に近い。BBSMovie看板という専用の板も用意されている。またFreeBSDの「maple3-itoc」ツールを提供し、変換機能で動画配信も可能になった。メッセンジャーツールの「Pmore」システムがバージョンアップを重ね、リアルタイムでの不特定多数との双方向交信（プッシュ・ツー・トーク）や、ミニゲームの製作も可能となった

### 看板
2ちゃんねるでの「板」に相当。ユーザーは登録後、好みの分野ごとに閲覧・投稿する板を選択できる。スレッド乱立を防ぐために、その時点で最も活発な場所がポータル（門檻）に表示される。看板ごとに1人の管理人が存在し、不適切な投稿を削除するなどの秩序維持の責任を負う。未登録ユーザーや登録を除名されたユーザーは新手板（PttNewhand）、站務板（SYSOP）、詢問看板位置板（AskBoard）、違規停權申訴板（PttLaw）でのみ投稿が可能。

#### 人気看板、看板人数
看板内の同時ログインユーザー数（瞬間値であり、その日の累計値ではない。また単独スレッドに対する数値ではない）が色で表示され、その時点での関心度の高さが分かる。ポータルから入ったときにデフォルト状態で表示されている。
| 状態表示      | 同時滞在者数  |
| ------------- | ------------- |
| 非表示        | 0             |
| 白数字        | 1-10          |
| 黄色数字      | 11-49         |
| 赤数字        | 50-99         |
| 白字「HOT」   | 100-999       |
| 白字「爆!」   | 1,000-1,999   |
| 赤字「爆!」   | 2,000-4,999   |
| 青字「爆!」   | 5,000-9,999   |
| 水色字「爆!」 | 10,000-29,999 |
| 緑字「爆!」   | 30,000-59,999 |
| 黄字「爆!」   | 60,000-99,999 |
| 紫字「爆!」   | 100,000-      |

#### 看板分類
ポータルの「分類看板」タブによって表示される。
|       | グループ | 名称（繁体字） | 用途（繁体字）   | 解説             |       | グループ | 名称（繁体字） | 用途（繁体字）   | 解説                       |
| ----- | -------- | -------------- | ---------------- | ---------------- | ----- | -------- | -------------- | ---------------- | -------------------------- |
| 学 内 | A_Group  | 市民廣場       | 報告站長 PTT咬我 | 規約、運営関連   | 学 外 | G_Group  | 視聽劇場       | 偶像, 音樂, 廣電 | 芸能音楽関連               |
| 学 内 | B_Group  | 臺灣大學       | 臺大, 臺大, 臺大 | 国立台湾大学専用 | 学 外 | H_Group  | 戰略高手       | 遊戲, 數位, 程設 | ゲーム、IT、プログラム関連 |
| 学 内 | C_Group  | 政治大學       | 政大, 政大, 政大 | 国立政治大学専用 | 学 外 | I_Group  | 卡漫夢工廠     | 卡通, 漫畫, 動畫 | アニメ・漫画関連           |
| 学 内 | D_Group  | 青蘋果樹       | 校園, 班板, 社團 | その他学校関連   | 学 外 | J_Group  | 生活娛樂館     | 生活, 娛樂, 心情 | 社会、生活、職業関連       |
| 学 内 | F_Group  | 活動中心       | 社團, 聚會, 團體 | サークル活動関連 | 学 外 | K_Group  | 國家研究院     | 政治, 文學, 學術 | 政治・文学・学術研究関連   |
| 学 内 |          |                |                  |                  | 学 外 | L_Group  | 國家體育場     | 汗水, 鬥志, 膽識 | スポーツ関連               |

#### 看板一覧の例
各看板のURLは「www.ptt.cc/bbs/●●」となり、●●は各看板名の英数字によるディレクトリ表記。一例として挙げるスポーツ、生活関連のうち、サッカー、野球、テニス、モータースポーツ、バスケットボール関連だけで以下のように多岐に渡っている。2chのように選手・チームスレッドが連番で続くのではなく、主だったものは個別の看板がある。メインカテゴリとサブカテゴリはURLには反映されない。
J/生活娯楽館
Life_Plan - 人生（生活一般のメインカテゴリ）
PTTAvenue - PTT大道（個性、人格、一般のメインカテゴリ）
SecretGarden - 心情（喜怒哀楽のメインカテゴリ）
TaiwanPlaza - 台湾（台湾のメインカテゴリ）
- L_TaiwanPlaz（カテゴリ内自治サブカテゴリ）
- NewTaipei（新北市サブカテゴリ）

| - - BigBaiciao（板橋区 (新北市)） - BigSanchung（三重区） - HshinChuang（新荘区） - Hshintien（新店区） - Linkou（林口区） | - - N_E_Coastal（東北角） - North_Coast（北海岸） - San-Ying（三峡区、鶯歌区） - Shu-Lin（樹林区） - Shuanhe（中和区、永和区） - Sijhih（汐止区） | - - SK_SD_PL（深坑区、石碇区、坪林区） - Taishan（泰山区 (新北市)） - Tamsui（淡水区） - TuCheng（土城区） - Wugu-Bali（五股区、八里区） |  |

- TaipeiCity（台北市サブカテゴリ）

| - - BigPeitou（北投区） - BigShiLin（士林区） - Daan（大安区 (台北市)） - Datong（大同区） | - - HsinYi（信義区 (台北市)） - Nangang（南港区） - Neihu（内湖区） - SongShan（松山区） | - - Wanhua（万華区） - Wen-Shan（文山区） - Zhongshan（中山区 (台北市)） - Zhongzheng（中正区 (台北市)） - Taipei（台北市総合） |

| - Taiwan1（北台湾サブカテゴリ） - ChungLi（桃園市中壢区） - Taoyuan（桃園市） - Keelung（基隆市） - Hsinchu（新竹県、新竹市） - Taiwan2（中台湾サブカテゴリ） - FengTuan（台中市豊原区） - TaichungBun（旧台中市） - TaichungCont（台中市のうち旧台中県） - Nantou（南投県） - Miaoli（苗栗県） - Yunlin（雲林県） - Chuanghua（彰化県） | - Taiwan3（南台湾サブカテゴリ） - Tainan（台南市） - PingTung（屏東県） - Daliao（高雄市大寮区） - FongShan（高雄市鳳山区） - Kaohsiung（高雄市） - Linyuan（高雄市林園区） - Chiayi（嘉義県、嘉義市） | - Taiwan4（東台湾サブカテゴリ） - Taitung（台東県） - I-Lan（宜蘭県） - Hualien（花蓮県） - TaiwanOther（総合サブカテゴリ） - Tai-travel(台湾旅行総合、自由旅行) - Taiwan319（地方旅行。319は6直轄市施行前の郷鎮数） - Islands（離島地区サブカテゴリ） - Jinmen（金門県） - Matsu（連江県） - PH-sea（澎湖県） |

- Life_Info（生活情報メインカテゴリ）

| - - L_LinfeInfo（看板組自治） - Aviation（航空） - Bus（バス交通） - BusTimes（バス時刻表、乗車報告） - car-pool（カーシェアリング） - Car-rent（レンタカー） | - - Map-Guide（ルート案内、地図） - MRT（捷運（地下鉄）、ライトレール） - PublicBike（YouBikeなどの公共自転車） - RailTimes（列車時刻表、乗車報告） - Railway（鉄道） | - - Road（道路交通） - TAXI（タクシー） - THSRshare（台湾高速鉄道相乗り） - traffic（交通事故） - homa-sale（不動産） |

L/国家体育場
PttFootball - 足球（サッカーのメインカテゴリ）
- FootballClub（クラブチームのサブカテゴリ）

| - - Arcenal（アーセナルFC） - Blackburn（ブラックバーン） - Chelsea（チェルシーFC） - Everton（エバートンFC） - Hotspur（トッテナム・ホットスパー） - LeicesterCFC（レスター・シティFC） - Liverpool（リバプールFC） | - - ManCity（マンチェスター・シティー） - ManUtd（マンチェスター・ユナイテッド） - Newcastle（ニューカッスル・ユナイテッドFC） - BVB_09（ボルシア・ドルトムント） - FCBayern（バイエルン・ミュンヘン） - Schalke04（シャルケ04） - Atoletico（アトレティコ・マドリード） - Deportivo（デポルティーボ・ラ・コルーニャ） | - - FCBarcelona（FCバルセロナ） - RealMadrid（レアル・マドリード） - ValenciaCF（バレンシアCF） - ACFiorentina（ACフィオレンティーナ） - ACMilan（ACミラン） - ASRoma（ASローマ） - Inter（インテルミラノ） - Juventus（ユヴェントス） |

- FootballGame（サッカー関連ゲームのサブカテゴリ）

| - - FIFAseries（FIFAシリーズ） | - - CM（Football Manager） | - - WCCF（WCCF） |

- FootballLand（海外サッカーのサブカテゴリ）

| - - Asia（アジア各国のサッカー） - J-League（Jリーグ） - Argentina（サッカーアルゼンチン代表） - Brazil（サッカーブラジル代表） - CONCACAF（北中米カリブ海サッカー連盟） - Beckham（デビッド・ベッカム） | - - Lionel_Messi（リオネル・メッシ） - Eastern-EURO（東欧各国代表） - FFF（サッカーフランス代表） - FPF（サッカーポルトガル代表） - Netherlands（サッカーオランダ代表） - Nordic（北欧各国代表） - UEFA（UEFA欧州選手権 | - - Bundesliga（ブンデスリーガ） - Calcio（セリエA） - FAPL（イングランドプレミアリーグ） - LFP（リーガ・エスパニョーラ） |

| - サブカテゴリ無しの単独看板） - Soccer（プロアマ不問の全般） - WorldCup（FIFAワールドカップ） - cleats（用具） - jersey（ユニフォーム） - PTT_KickOff（PTT内チーム、選手） - B_supporters（観戦報告） | - FootballTemp（上記カテゴリー以外のもの、板主不明、廃止待ちのサブカテゴリ） - AstonVilla（アストン・ヴィラ） - Wolves（ウルヴァーハンプトン・ワンダラーズFC） - SSLazio（SSラツィオ） - FOOTBALL-RVL（大学サッカー全般） - TPFL（サッカーチャイニーズタイペイ代表） - Turkiye（トルコ） - CTU_LEAGUE（大学カップ） - UNT-FA（北部台湾大学連盟） - UT-FA（桃園市大学サッカー連盟） |

SportService - 事務（カテゴリ自治のメインカテゴリ）
PttBall - 球類（球技全般のメインカテゴリ）
PttBaseball - 棒球 （野球全般のメインカテゴリ）
- KBO(韓国プロ野球） - K_baseball
- MajorLeague(MLB総合カテゴリ）

| - MLB（MLB全般） - MLB-AL（ア・リーグ） - Angels（ロサンゼルス・エンゼルス） - Astros（ヒューストン・アストロズ） - Athletics（オークランド・アスレチックス） - Blue_Jays（トロント・ブルージェイズ） - DET_Tigers（デトロイト・タイガース） - Indians（クリーブランド・インディアンス） - Mariners（シアトル・マリナーズ） - MIN-Twins（ミネソタ・ツインズ） - NY-Yankees（ニューヨーク・ヤンキース） - Orioles（ボルチモア・オリオールズ） - Rangers（テキサス・レンジャース） - Rays（タンパベイ・レイズ） - RedSox（ボストン・レッドソックス） - Royals（カンザスシティ・ロイヤルズ） - WhiteSox（シカゴ・ホワイトソックス） | - MLB-NL（ナ・リーグ） - Braves（アトランタ・ブレーブス） - Brewers（ミルウォーキー・ブルワーズ） - Cardinals（セントルイス・カーディナルス） - Cubs（シカゴ・カブス） - Diamondbacks（ダイヤモンドバックス） - Dodgers（ロサンゼルス・ドジャーズ） - Marlins（フロリダ・マーリンズ） - Nationals（ワシントン・ナショナルズ） - NY-Mets（ニューヨーク・メッツ） - Padres（サンディエゴ・パドレス） - Phillies（フィラデルフィア・フィリーズ） - Pirates（ピッツバーグ・パイレーツ） - Reds（シンシナティ・レッズ） - Rockies（コロラド・ロッキーズ） - SFGiants（サンフランシスコ・ジャイアンツ） | - MLB_Jersey（MLBユニフォーム） - MLBPA（選手総合） - A-Rod（アレックス・ロドリゲス） - AlbertPujols（アルバート・プホルス） - Asian-MLB（アジア人総合） - CMWang（王建民） - Darvish（ダルビッシュ有） - HCKuo（郭泓志） - Ichiro（イチロー） - MLB-TW（台湾人選手総合） - Prospect（若手選手） - weiyin（チェン・ウェイン） |

- NPB(日本のプロ野球総合カテゴリ）

| - NPB-CL（セ・リーグカテゴリ） - BayStars（横浜DeNAベイスターズ） - Carps（広島東洋カープ） - Chunichi（中日ドラゴンズ） - HanshinTiger（阪神タイガース） - Swallows（東京ヤクルトスワローズ） - YomiuriGIANT（読売ジャイアンツ） | - NPB-PBL（パ・リーグカテゴリ） - Fighters（北海道日本ハムファイターズ） - GoldenEagles（東北楽天イーグルス） - Marines（千葉ロッテマリーンズ） - OrixBuffalo（オリックス・バファローズ） - SeibLions（埼玉西武ライオンズ） - SoftbankHawk（福岡ソフトバンクホークス） | - NPBPA（選手カテゴリ） - Matsuzaka_18（松坂大輔） - NPB_twHEROS（NPB台湾人選手総合、観戦報告） - Okajima（岡島秀樹） - YAKYU（アマ含む日本野球総合） |

| - Theme（その他分類） - b-baseball（ブラインド野球） - BaseballNEWS（野球ニュース） - BaseballSYS（プロ野球規約、制度） - FBaseball(ゲームファンタジーベースボール) - G-Baseball（女子野球） - PlayBaseball（草野球、対戦相手募集） - Sabermetrics（セイバーメトリクス） - sandlot_ball（少年、高校、軟式） - wikibaseball（ウィキ。棒球維基館） | - Taiwan（台湾野球） - Brother（中信兄弟） - Cobras（前身の誠泰コブラズ含む旧米迪亜ティー・レックス） - Dragons（味全ドラゴンズ） - Eagles（旧時報イーグルス） - Fubon（富邦ガーディアンズ） - Lamigo（Lamigoモンキーズ） - Tigers（旧三商タイガース） - UniPresdent（統一ライオンズ） - Whales（旧中信ホエールズ） - CPBL（中華職棒） - CPBL_Retired（中華職棒引退選手） - oeo_49（張泰山） | - temp（予備カテゴリ） - BEinfielders（中信兄弟内野手） - wind-god（中信兄弟） - young-jiang（旧俊国ベアーズ、興農ベアーズ） - BBM-1（廃止カテゴリ） - BBM-2（廃止カテゴリ） - BBM-3（廃止、組作業スペース） - Eda_Pitcher（旧義大ライノズ投手陣） - Baseball_BM（板管理） - Baseball（野球全般） - BaseballXXXX（雑談） - GoldBaseball（PTT選定ゴールデングラブ賞） |

PttSport - 運動（スポーツ・格闘技全般のメインカテゴリ）
PttTennis - 網球（テニスのメインカテゴリ）
| - Asiantennis（アジア） - CZE-SVK（フェドカップ） - Latin_AM（デビス杯） - NED-BEL-LUX（ベネルクス - SRB-CRO（セルビア、クロアチア、旧ユーゴスラビア） | - ALL-RUSSIANS（ロシア） - AUS_Tennis（オーストラリア） - FRA_hotties（フランス） - GBR_Tennis（イギリス） - GermanTennis（ドイツ） | - Spain_PL（スペイン） - TW-F-Tennis（台湾女子） - TW-M-Tennis（台湾男子） - US_Army（アメリカ） |  |

- Tennis_Stars（選手）

| - Aggassi（アンドレ・アガシ） - Djokovic（ノバク・ジョコビッチ） - Federer（ロジャー・フェデラー） - Graf（シュテフィ・グラフ） - Hantuchova（ダニエラ・ハンチュコバ） - Henin（ジュスティーヌ・エナン） | - Hewitt（レイトン・ヒューイット） - Hingis（マルチナ・ヒンギス） - Ivanisevic（ゴラン・イワニセビッチ） - Mauresmo（アメリ・モレスモ） - Nadal（ラファエル・ナダル） | - Roddick（アンディ・ロディック） - Sampras（ピート・サンプラス） - Seles（モニカ・セレシュ） - Sharapova（マリア・シャラポワ） - Williams（ビーナス、セリーナ・ウィリアムズ姉妹） |  |

- Tennis（テニス一般）
- tennis_life（草テニス）

PttBilliard - 撞球（ビリヤードのメインカテゴリ）
| - Billiard（ビリヤード一般） | - Pool-Beauty（アムウェイオープン（女子の世界大会） | - Snooker（世界スヌーカー選手権） |  |

PttRacingCar - 賽車（モータースポーツのメインカテゴリ）
| - A1-GP（A1グランプリ） - FORMULA1（F1グランプリ） | - GO-KART（カートレース） - Moto_GP（モトGP） | - WRC（世界ラリー選手権） |

PttBasket - 籃球（バスケットボールのメインカテゴリ）
| bascket_ptt - BASCKET-RULES（競技ルール） - Bascket_5vs5（5人制草バスケ） - bascketball（3on3含む草バスケ） - G-Basketball（女子バスケ） - STREET_BALL（屋外・ストリート） - worldbasckt（代表チーム） | TaiwanBascket（国内バスケットボールのメインカテゴリ） - TaiwanStar（スター選手・監督のサブカテゴリ） - rosachien（銭薇娟） - A-San_No.4（周俊三/阿三） - Beast-Chieh（林志傑/野獣） - Shou-Jeng（何守正） - Magic_13（羅興樑） - KidsDragons（曾文鼎） - Chih-Chun（王志群） - Chih-Feng（張智峰） - Lei-Tien（田壘） - Li71（李啓億） - Sean（陳信安） | - Taiwan_teams（超級籃球聯賽参加チーム） - - Dacin（達欣タイガース） - Hung-Kuo（宏国エレファンツ/解散） - Media_Numen（金門酒廠。前身の米迪亜精霊） - PureYouth（璞園） - TaiwanBank（台湾銀行 - TaiwanBeer（台湾ビール） - TaiwanDa（富邦勇士。前身が台湾大） - Yulon（新北裕隆） |

| - bascketballTW（バスケットボールチャイニーズタイペイ代表） - HBL（高校バスケ） | - WSBL（女子超級籃球聯賽） | - bascketbaTW（国内全般、ナショナルチーム） |  |

| - aboutNBA（NBA関連） - NBA_Fantasy（ファンタジーバスケットボール） | - NBA_Film（NBA公式動画） - NBAEasyChat（チャットコーナー） | - NBA_Jerseys（ユニフォーム） - WNBA（WNBA/女子） |

- NBAStar（NBAスター選手のカテゴリ）

| - - AIR_JORDAN（マイケル・ジョーダン） - C_Anthony（カーメロ・アンソニー） - DNowitzki（ダーク・ノヴィツキー） - DavinHarris（デビン・ハリス） - GoranDragic（ゴラン・ドラギッチ） - GrantHill（グラント・ヒル） - IVERSON（アレン・アイバーソン） - J_Will（ジェイソン・ウィリアムス） - JasonKidd（ジェイソン・キッド） | - - Jeremy_Lin（ジェレミー・リン） - KevinGarnett（ケビン・ガーネット） - KobeBryant（コービー・ブライアント） - LebronJames（レブロン・ジェームズ） - Penny_1（アンファニー・ハーダウェイ） - RayAllen（レイ・アレン） - SHAQ（シャキール・オニール） - StepenCurry（ステフィン・カリー） | - - SteveFrancis（スティーブ・フランシス） - SteveNash13（スティーブ・ナッシュ） - Stojakovic（プレドラグ・ストヤコヴィッチ） - T-mac（トレイシー・マグレディ） - TyrekeEvans（タイリーク・エバンス） - VinceCarter（ヴィンス・カーター） - Wade（ドウェイン・ウェイド） - YAO（姚明） |  |

| - NBAteam（NBAチームカテゴリ） - Eastern（イースタン・カンファレンス (NBA)サブカテゴリ） - Bucks（ミルウォーキー・バックス） - Cavaliers（クリーブランド・キャバリアーズ） - Celtics（ボストン・セルティックス） - ChicagoBulls（シカゴ・ブルズ） - Hawks（アトランタ・ホークス） - Hornets（シャーロット・ホーネッツ） - Knicks（ニューヨーク・ニックス） - MiamiHeat（マイアミ・ヒート） - Nets（ブルックリン・ネッツ） - Orl-Magic（オーランド・マジック） - PACERS（インディアナ・ペイサーズ） - Pistons（デトロイト・ピストンズ） - Raptors（トロント・ラプターズ） - Sixers（フィラデルフィア・セブンティシクサーズ） - Wizards（ワシントン・ウィザーズ） | - - Western（ウェスタン・カンファレンス (NBA)サブカテゴリ） - BLAZERS（ポートランド・トレイルブレイザーズ） - G-S-WARRIORS（ゴールデンステート・ウォリアーズ） - Kings（サクラメント・キングス） - LaClippers（ロサンゼルス・クリッパーズ） - Lakers（ロサンゼルス・レイカーズ） - Mavericks（ダラス・マーベリックス） - Nuggets（デンバー・ナゲッツ） - Pelicans（ニューオーリンズ・ペリカンズ） - PHX-Suns（フェニックス・サンズ） - Rockets（ヒューストン・ロケッツ） - Spurs（サンアントニオ・スパーズ） - Thunder（オクラホマシティ・サンダー） - Timberwolves（ミネソタ・ティンバーウルブズ） - UTAH-JAZZ（ユタ・ジャズ） | - NBA（NBA総合） - NBAGM（ゼネラル・マネージャー、選手会） - NCAA（全米大学体育協会バスケット） |

### 返信

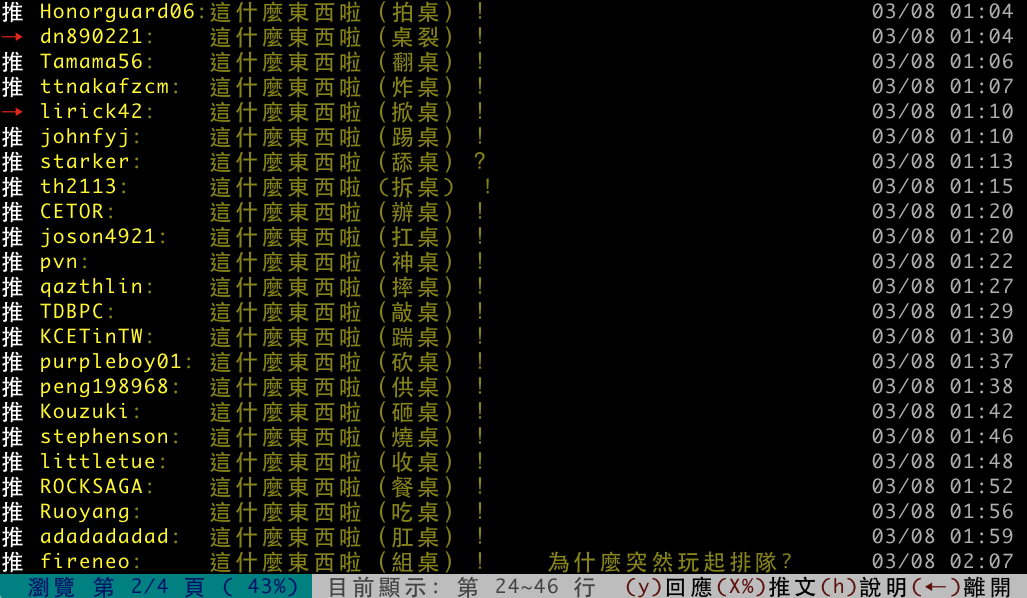
「推」が表示されているコメント欄

「推文」と言われ、Twitterのツイートに対する中文表記と同じ。
スレッドに対し、半角英数字45文字分のコメントが可能で、投稿文の下部に表示される。投稿文への賛否を表明するためのものだが、投稿主自身での「自己レス」は禁止されている。
賛意の場合は返信コメントの手前に「賛」が、批判の場合は「嘘」、どちらでもない場合は「→」が表示される
- 推文管理：
  - 推文水桶：板主および管理者権限保有者がCtrl+Uのショートカット操作でユーザーの返信資格剥奪ができる。(2014年8月17日新設)
  - 推文削除：板主および管理者権限保有者がCtrl+Eのショートカット操作で規約違反の返信を削除できる。(2014年6月29日新設)

### 記録
- 2008年、野球板（棒球板）が北京オリンピック野球世界最終予選でチャイニーズタイペイ対カナダの一戦で大量のユーザーが流入したため、当時制限上限の32,767人に達し、算術オーバーフローを起こした。
- 2013年3月8日午後9時24分、2013 ワールド・ベースボール・クラシックの第2ラウンド（日本対台湾）で8回裏に台湾の周思斉（中国語版）が安打で出塁した際に野球板で77,922人のユーザー数を記録[37]、当時の野球板における新記録を樹立した。これは現在でも破られていない。
- 2014年3月23日午後11時09分、ゴシップ板（八卦板）にひまわり学生運動に伴ってユーザーが大量に流入、100,084人を記録、初の紫爆（10万人突破）となった。非ログインユーザーを含むオンラインユーザー数も177,734人の新記録となった[38]
- 2018年11月25日、前日に行われた統一地方選挙のうち台北市長選挙は、数千票差の接戦になり日を跨いでも当確が出ず、戦況を見守る郷民たちがゴシップ板に集結した。この晩だけで7度の紫爆を記録しただけでなく、2014年の記録をも塗り替える事態となった[39]。また、オンラインユーザー数も17万人超えで2014年に次ぐ規模だった[40]。

| 順位 | 年月日     | 看板名    | ユーザー数 | 出来事                                                                 |
| ---- | ---------- | --------- | ---------- | ---------------------------------------------------------------------- |
| 1    | 2018/11/25 | Gossiping | 106,728    | 2018年中華民国統一地方選挙開票翌日                                     |
| 2    | 2014/03/23 | Gossiping | 100,084    | 323行政院占拠事件                                                      |
| 3    | 2016/01/16 | Gossiping | 91,467     | 2016年中華民国総統選挙開票日                                           |
| 4    | 2014/11/29 | Gossiping | 83,538     | 2014年中華民国統一地方選挙開票日                                       |
| 5    | 2013/03/08 | Baseball  | 77,992     | 第3回WBC 台湾vs日本                                                    |
| 6    | 2013/03/05 | Baseball  | 77,492     | 第3回WBC 台湾vs韓国                                                    |
| 7    | 2015/11/15 | Baseball  | 76,375     | 第1回WBSCプレミア12 台湾vsプエルトリコ                                 |
| 8    | 2018/02/07 | Gossiping | 74,801     | 花蓮地震発生翌日未明                                                   |
| 9    | 2017/03/09 | Baseball  | ～62,000   | 第4回WBC 台湾vs韓国                                                    |
| 10   | 2015/11/14 | Baseball  | 61,862     | 第1回WBSCプレミア12 台湾vsキューバ                                     |
| 11   | 2016/11/09 | Gossiping | ～61,500   | 2016年アメリカ合衆国大統領選挙開票日                                   |
| 12   | 2015/06/27 | Gossiping | 56,212     | 2015年八仙水上楽園爆発事故                                             |
| 13   | 2013/03/10 | Baseball  | 54,835     | 第3回WBC 台湾vsキューバ                                                |
| 14   | 2015/09/28 | Gossiping | ～54,000   | 平成27年台風第21号（アジア名：ドゥージェン）による停班停課（休業休校） |

## 社会への影響

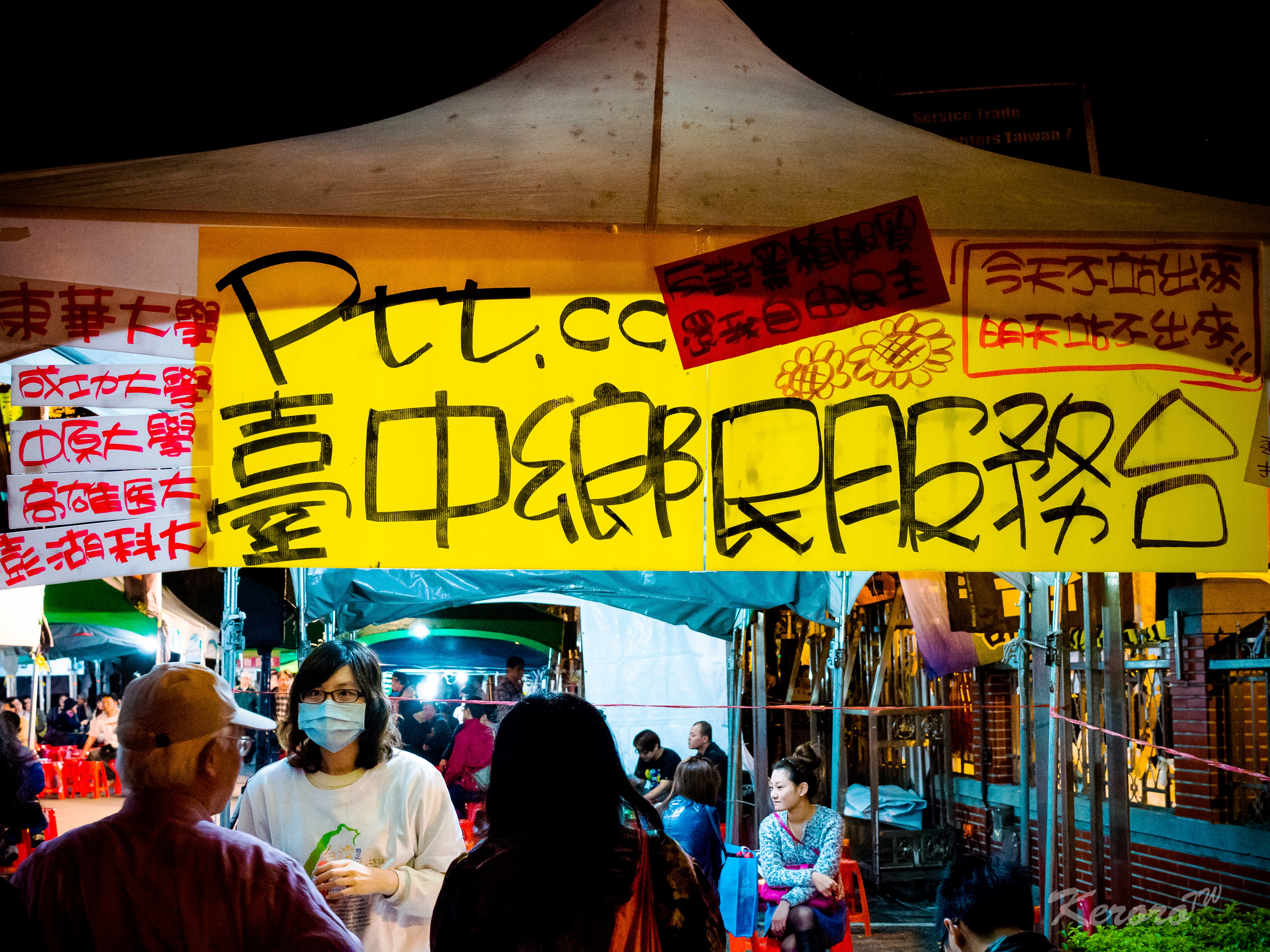
2014年ひまわり学生運動期間のPTT台中郷民服務台

PTTが大規模なコミュニティに成長し、テクノロジーの進歩で即時性と双方向性が年々高まっていることから、現実社会への影響力も大きくなり、報道機関が引用することも増えていった。報道機関の記者が常駐したり、政府単位でPTT上の世論を観察、参考にすることも多い。台湾鉄路管理局や台湾高速鉄道といった機関もその動向を注視しているという。
政治家関係者がIDを作成、疑似利用することで世論工作や過度な投稿、削除が横行することは最早看過できない状況となっている。2010年、直轄市昇格後の初代高雄市長選挙で楊秋興陣営は対抗馬の陳菊陣営選対本部秘書PTT上で楊へのネガティブキャンペーンを展開していたことに抗議した。楊の支持者による人肉捜索の結果、PTTユーザーと陳陣営のスタッフが同一人と判明し、PTT法務站長（法務担当管理者）はスタッフのIDを除名した。
2014年に管理権限を持つID「allyours」は台北市長選挙で連勝文陣営に加入し、他にも人肉捜索で「michael1993」、「danny81322」など複数IDを陣営スタッフが取得、利用していたことが判明している。
2019年12月31日、中国本土で出回っていた武漢の医師李文亮による微博（ウェイボー）への投稿のスクリーンショットが八卦板（Gossiping）にも投稿されていた。それを疾病管制署（CDC）の職員が見つけ、追跡調査の結果、一定の信頼性があると見込んだ副署長の羅一鈞によって政府内で新型コロナウイルスによる急性呼吸器疾患のリスクが共有され、さらにWHO（世界保健機関）へ通報した。

## 活動

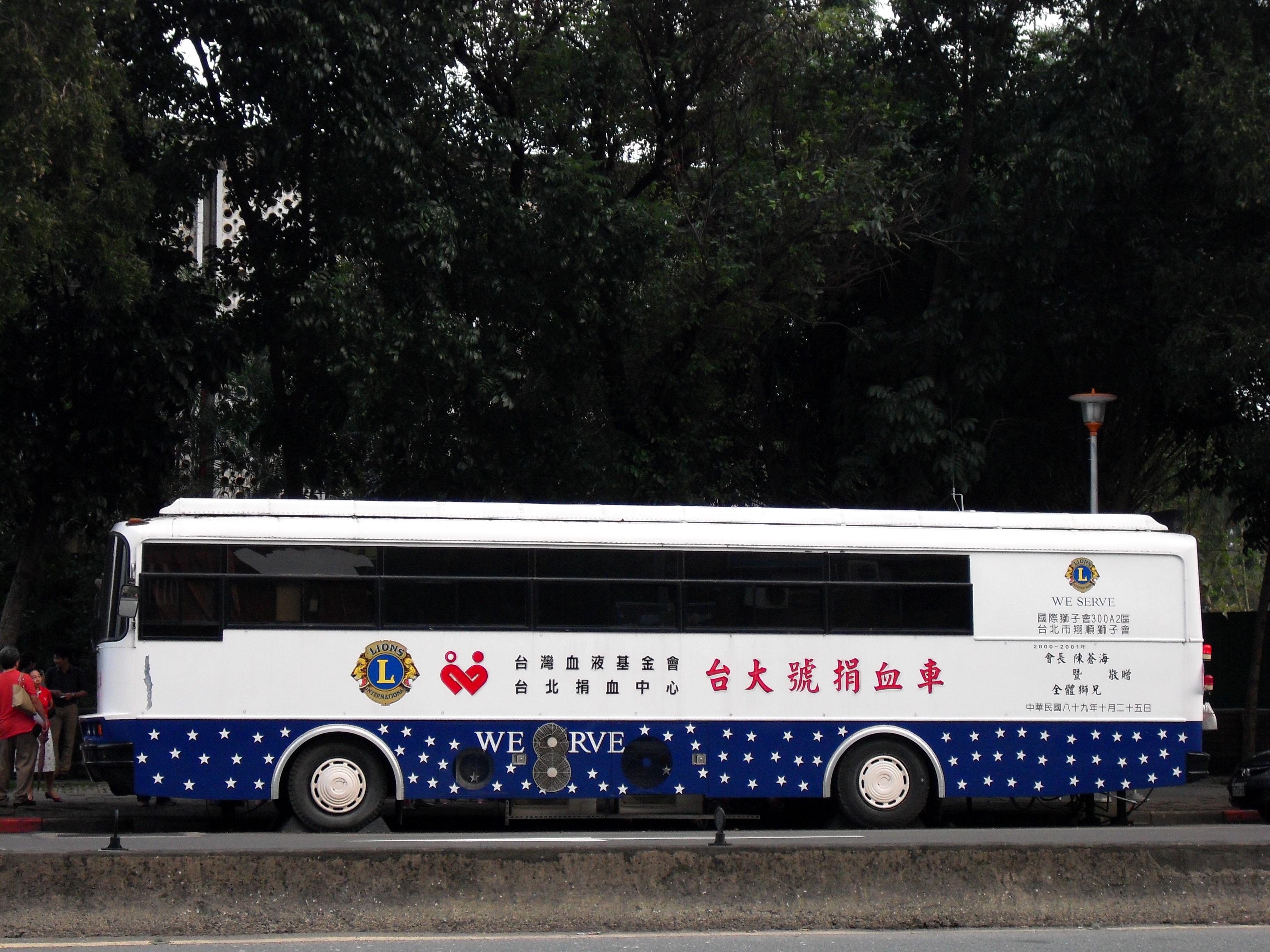
台大号献血車

### Q&A
「市長，給問嗎？」
2014年中華民国統一地方選挙期間中、ユーザーがPTT活動を通じて候補者への質疑文を作成し、柯文哲や連勝文などの候補者たちはオンライン上でそれに回答した。

### 献血活動
2004年初頭より台湾血液基金会と合同で台大が所有する献血車「台大号」で献血をすればPTT専用仮想通貨P幣と交換できる「捐血換P幣」を展開している

### PTT20周年
2015年9月、開設20周年を祝うべく各板で様々な記念行事が行われ、ログイン画面でスティッチ（Stitch）のアスキーアートが使われた。
また台湾の人気ロックバンドでメンバー自身が郷民でもあるメイデイ（五月天）メンバーも創設者の杜とともに祝福のコメントを寄せた。
- ⒈　50+看板　聯合慶生

PTT表特板（Beauty看板、美男美女をテーマにした板）で「PTT杯」と称してオンラインゲームハースストーンとLeague of Legendsでのコンペを台北市青少年発展処で開催。
- ⒉　慶生標語自拍活動

祝福標語とともに各地でセルフィーを行いシェアする活動。
- ⒊　批踢踢『廿周年慶』點站歌、寫感想

PTTを利用した感想、収穫、これまでの道筋などを述べたり、サイトのテーマ曲を発表、シェアするイベント
- ⒋　真。專業鄉民選拔比賽

100問100答活動：PTT関連のお題で出された100問に全て回答できた場合、100万P幣を獲得できる。郷民（ID：monster407）が97問まで到達し、「郷覇」の称号を得た。

## PTTが舞台になった映画

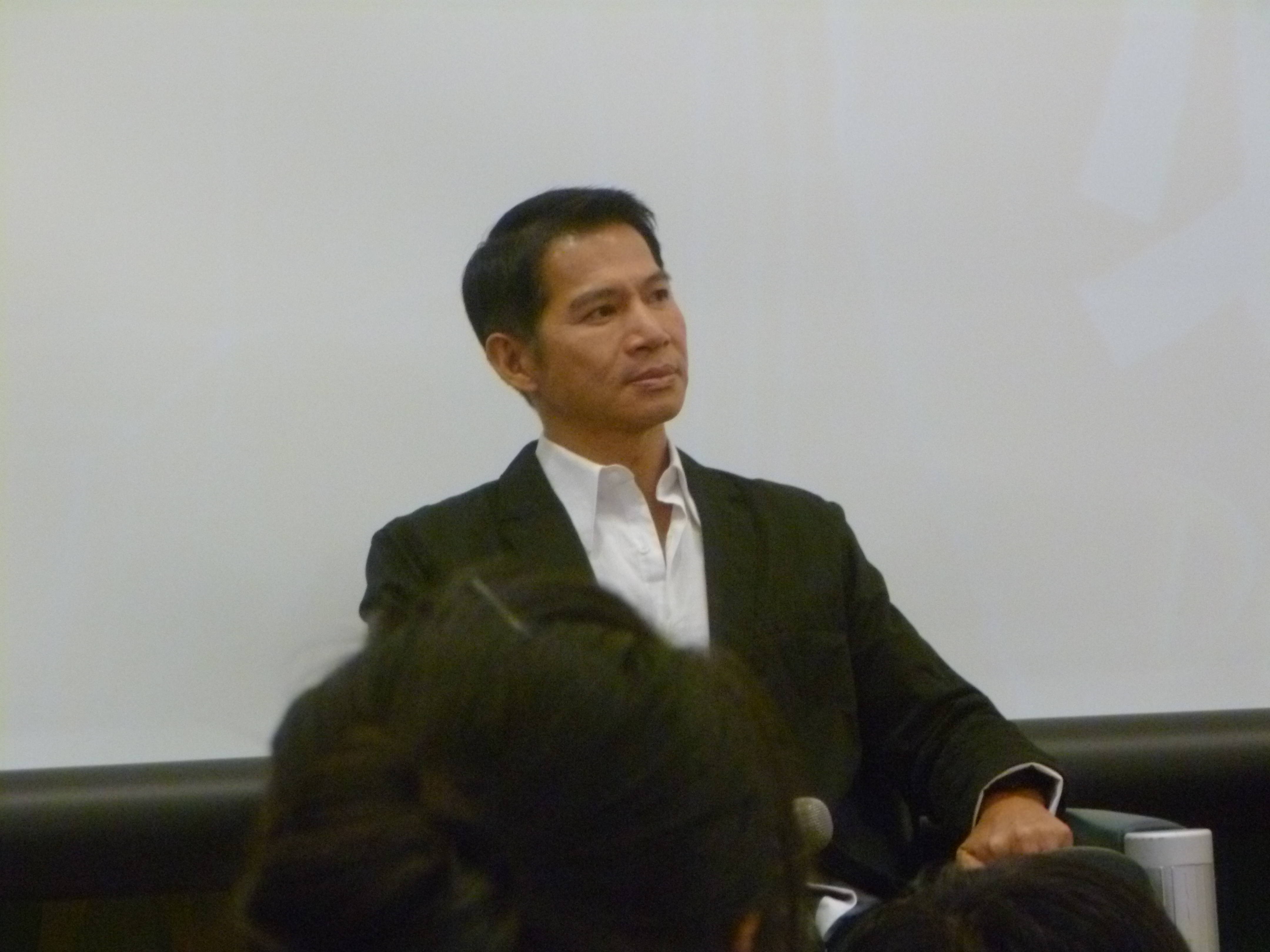
樓学賢

2012年にPTT郷民を描いた映画『zh:BBS鄉民的正義』が台湾で、翌年には日本でも第8回大阪アジアン映画祭でKANOとともに邦題『BBS 住人の正義 Silent Code(BBS郷民的正義)』として上映された。監督の林が2004年以降シリーズものとしてネットで公開していた、PTTや巴哈姆特電玩資訊站（バハムート）など台湾のインターネット文化を題材にしたコンピュータアニメーション『木偶人』が原作。
BBS 住人の正義（2012年）
- 監督：林世勇
- 主演
  - 郭雪芙(パフ・クオ)（中国語版）
  - 修杰楷（シュウ・ジエカイ）
  - 陳意涵（アイビー・チェン）
  - 陳柏霖（チェン・ボーリン）

続編『BBS住人の正義前伝：必要の闇』（2013年）
（zh:BBS鄉民的正義前傳：必要之闇）
- 監督：林世勇
- 主演
  - 高英軒（中国語版）（カオ・インシュアン）
  - 林玟誼（中国語版）（リン・ウェンイー）
  - 金勤（中国語版）（ジン・チン）
  - 王承嫣（中国語版）/小蠻（ワン・シューシュエン/シャオマン）
  - 樓学賢（中国語版）（ジャクソン・ルー）

## 関連書籍
- 從中亞到南極：批踢踢鄉民的冒險：批踢踢旅行研究社（2012年、猫頭鷹出版、ISBN 9789862621127）
- PTT鄉民大百科：Ffaarr著、Lon画（2013年、時報文化刊、ISBN 9789571358253）
- 婉君妳好嗎？：給覺醒鄉民的PTT進化史：黄厚銘、黄上銓、林意仁、蕭煒馨、李紹良著（2016年、群学出版（中国語版）、ISBN 9789869280327）

## その他
中国語版ウィキペディアにはWikipedia:ユーザーボックスでPTT参加者であることを示すユーザーテンプレートzh:Template:User PTTが存在する。

### 註釈
1. ↑  17=shíqī、義気=yìqì